# 宝相花纹
宝相花纹是中国传统装饰纹样之一。是在自然界的花朵、花苞、叶片形状的基础上，经过艺术加工而成的佛教图案纹样。宝相花的主体为牡丹、莲花等，并由此逐渐演变而来。宝相花别称有“宝仙花”“宝花花”。因其造型富丽、华贵，故有“宝相花”一称。宝相花具有“宝”和“仙”的吉祥含意，是富贵、吉祥、美满的象征。
宝相花纹样起源于东汉时期，伴随佛教的传入而流行起来。经过不断的发展和加工提炼，在隋唐时期已经非常盛行，见诸于壁画、丝织物、瓷器等文物。唐代宝相花纹经历了一个由简趋繁、化繁为简的变化过程。宋、元、明、清各代更是达到了高峰。宝相花纹饰的构成一般以牡丹、莲花为主体，中间为大小有别，形状不同的其他花叶。其花瓣和花芯基部常以排列规则的圆珠为装饰，加以多层次退晕色，显得富丽、华贵。
宝相花纹样主要有两种形式：一种是平面团形，由八片平展的莲瓣构成花头，莲瓣尖端呈五曲形，又填饰三曲小莲瓣于各瓣内，由八个小圆珠和八瓣小花组成其花心；另一种是立面层叠形，由层层绽开的半侧面勾莲瓣构成。宝相花纹样丰富多样，被广泛运用在陶瓷、金银器、石刻、织物、玉器、铜器、刺绣、敦煌图案、佛教法器、建筑装饰等方面。

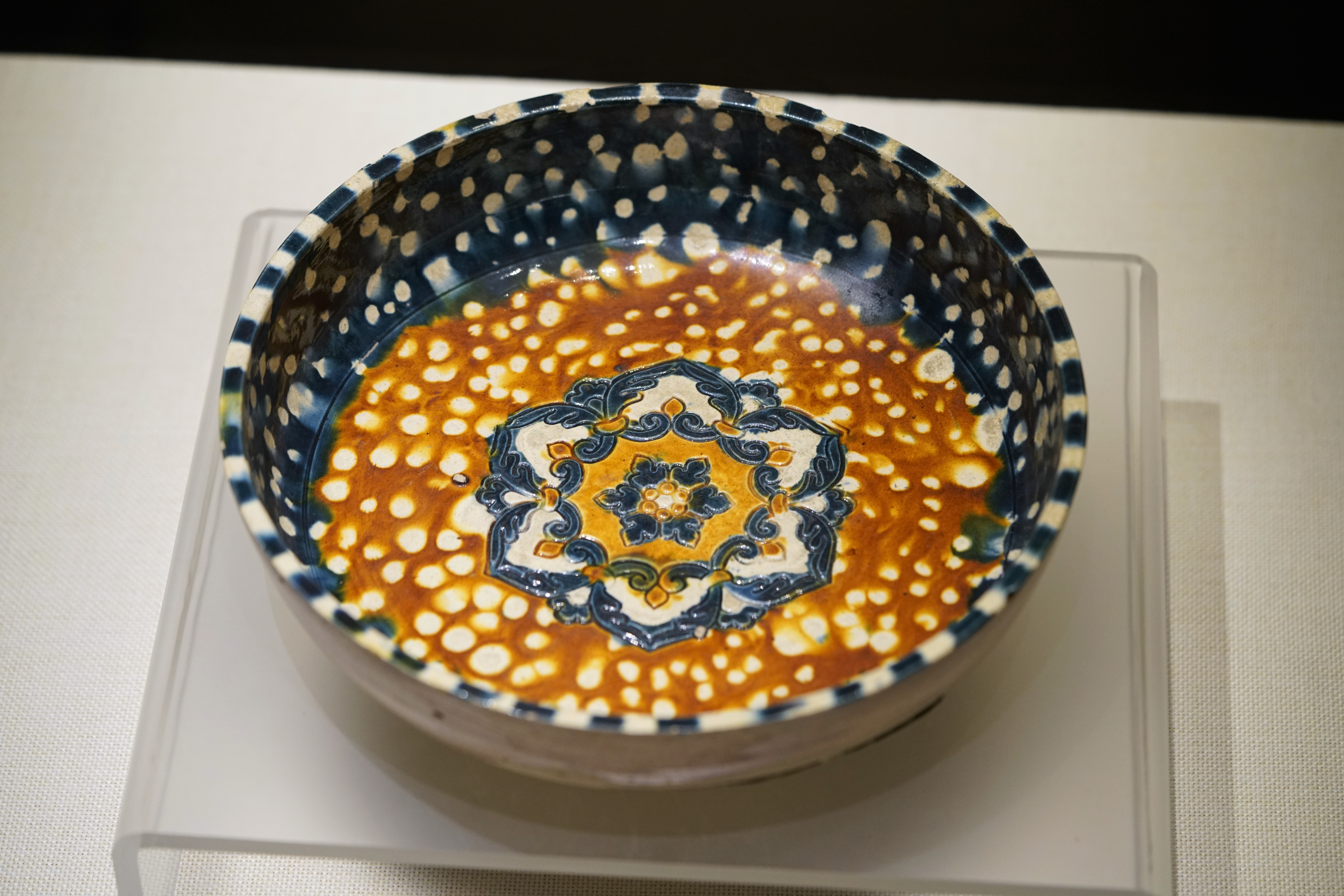
三彩刻宝相花纹盘
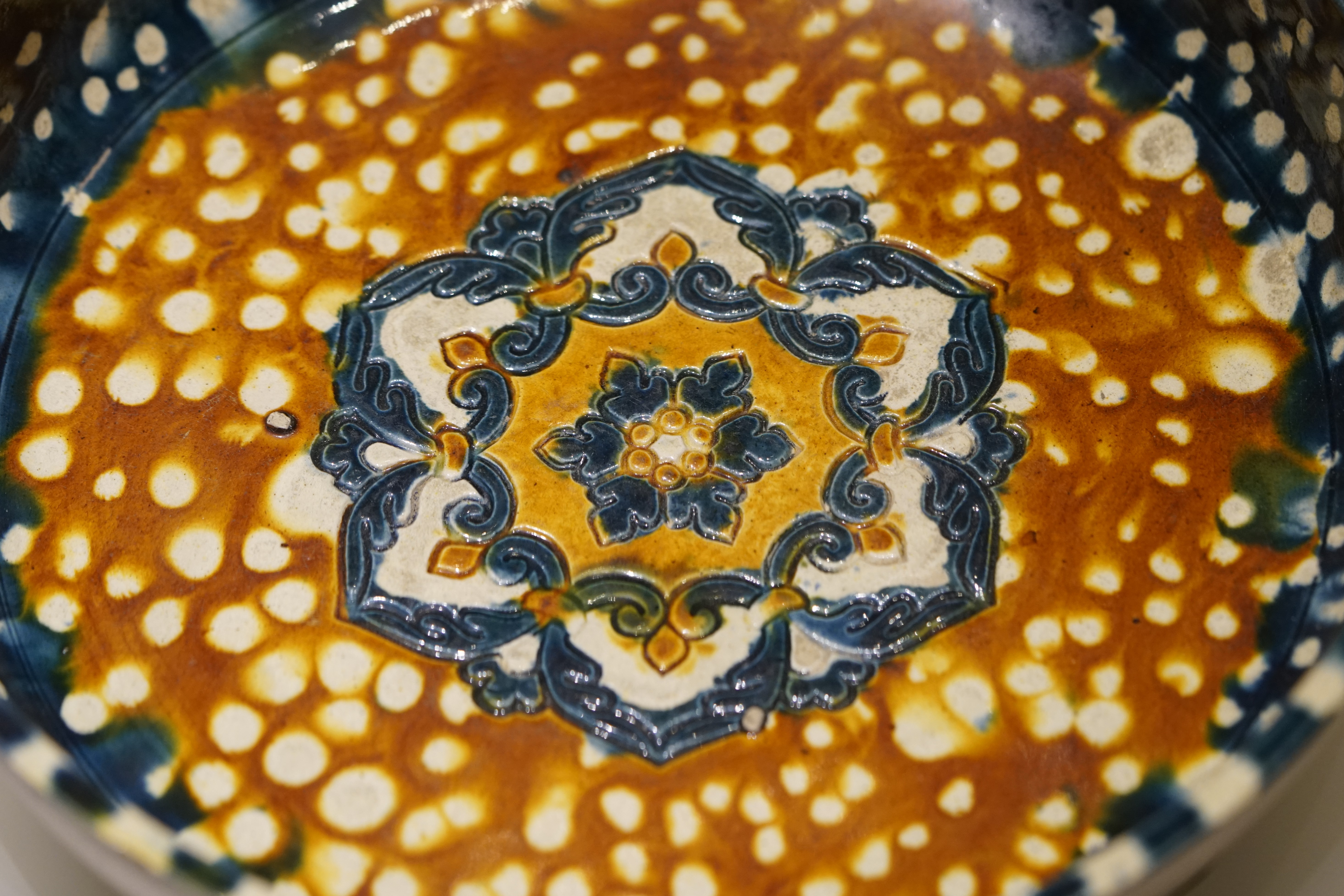
三彩刻宝相花纹盘
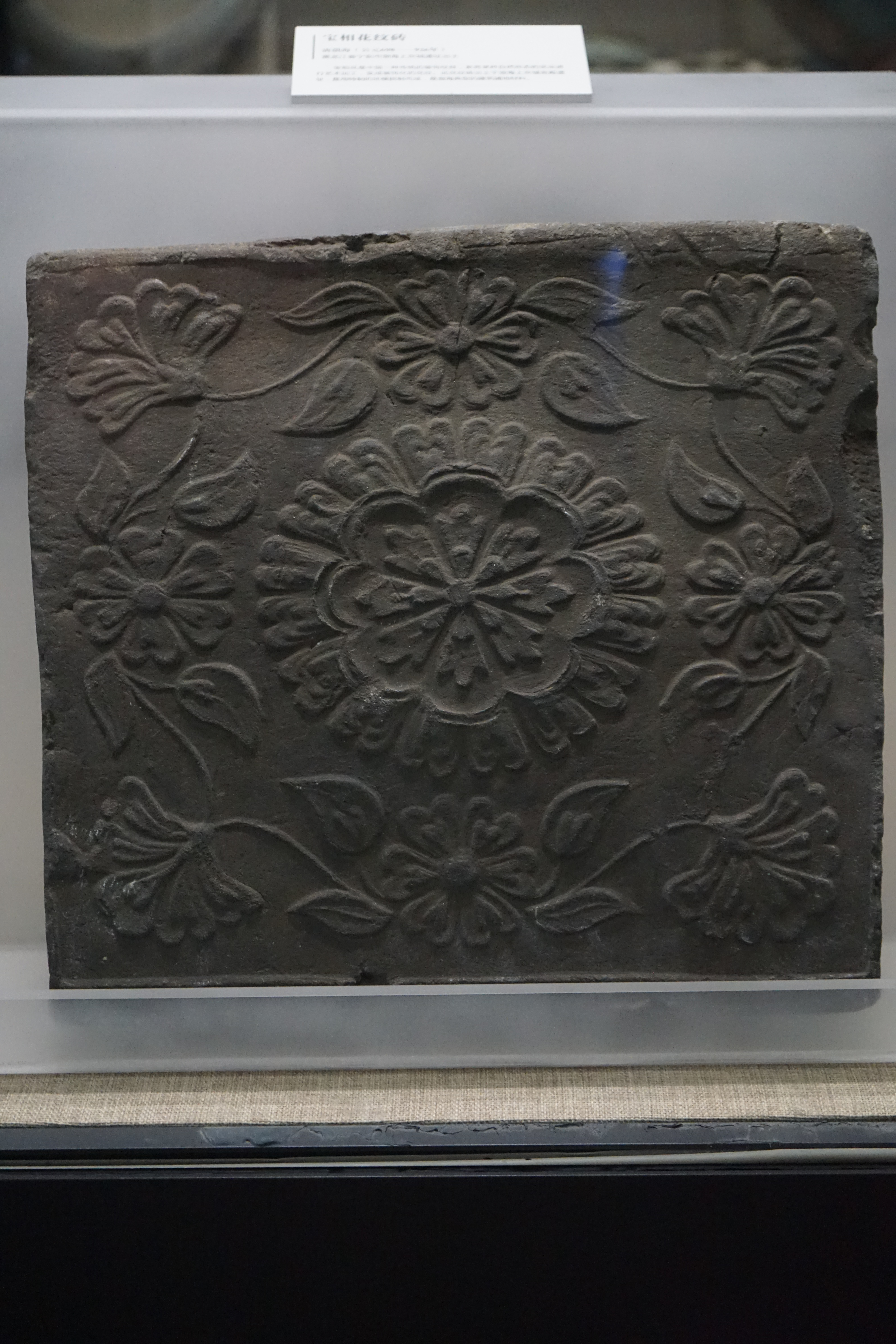
宝相花纹砖，黑龙江省博